# Luis Suárez (1935-2023)
Luis Suárez Miramontes (A Coruña, 2 mei 1935 – Milaan, 9 juli 2023) was een Spaans profvoetballer, voetbaltrainer en bondscoach. Hij wordt door sommigen beschouwd als de beste Spaanse voetballer aller tijden. Hij is het best bekend als aanvaller van FC Barcelona en Internazionale.

## Clubvoetbal
Suárez, bijgenaamd Luisito, werd opgeleid bij Deportivo de La Coruña. Op 20 september 1953 debuteerde hij als aanvaller in het eerste elftal van Deportivo tijdens een wedstrijd om de Copa Gallego. Zijn debuut in de Primera División volgde op 6 december 1953 tegen FC Barcelona. De Catalanen versloegen de Galiciërs met 6-1, maar Suárez speelde een uitstekende wedstrijd. Het bestuur van FC Barcelona zag zijn klasse en kort daarna tekende Suárez op 18-jarige leeftijd een contract bij de Catalaanse club. Suárez speelde vervolgens een hoofdrol in het gouden elftal van de jaren vijftig dat onder andere tweemaal landskampioen (1959, 1960) en bekerwinnaar (1957, 1959) werd en twee Copas de Europacup III (1958, 1960) won. Na de verloren Europacup I-finale tegen Benfica (3-2) in 1961 besloot Suárez na tweehonderdzestien wedstrijden en honderdtwaalf doelpunten FC Barcelona te verruilen voor Internazionale. Met een transfersom van £142.000,- was hij destijds de duurste voetballer ter wereld.
Bij de Italiaanse club werd Suárez herenigd werd met voormalig Barça-trainer Helenio Herrera. Bij Internazionale won hij tweemaal de Europacup I. In 1964 werd met 3-1 gewonnen van Real Madrid, in 1965 was Inter met 1-0 te sterk tegen Benfica. In beide jaren werd eveneens de wereldbeker voor clubteams veroverd. Verder won Suárez met Inter drie scudettos (1963, 1965, 1966). In driehonderdachtentwintig wedstrijden voor Inter scoorde Suárez vijfenvijftig keer. Suárez ging in 1970 naar Sampdoria, waar hij drie jaar later zijn voetbalcarrière beëindigde.

## Spaans elftal

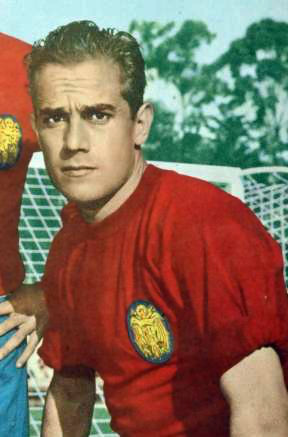

Suárez speelde tweeëndertig interlands voor Spanje, waarin hij veertien doelpunten maakte. Hij maakte zijn debuut op 30 januari 1957 tegen Nederland in de wedstrijd die met 5-1 werd gewonnen door de Spanjaarden. De aanvaller werd in 1964 met Spanje Europees kampioen tijdens het EK in eigen land. In de finale werd met 2-1 gewonnen van de Sovjet-Unie en Suárez was de grote uitblinker. Op het WK 1962 in Chili en het WK 1966 in Engeland kon Suárez met Spanje al na de eerste ronde naar huis. Op 12 april 1972 speelde Suárez tegen Griekenland zijn laatste interland.

## Gouden Bal
Suárez werd in 1960 verkozen tot Europees voetballer van het jaar. In 1961 en 1964 werd Suárez tweede in de verkiezing voor Europees Voetballer van het Jaar, terwijl hij in 1965 de Bronzen Bal won.

## Trainer en latere jaren
Voor het seizoen 1974/75 werd Suárez aangesteld als trainer van Internazionale. Daarna was de Spanjaard als clubtrainer actief bij Sampdoria (1975/76), Como (1976/77) en Deportivo La Coruña (1978/79). Na enkele jaren als assistent-bondscoach werkzaam te zijn geweest, was Suárez van september 1988 tot april 1991 Spaans bondscoach. Onder zijn leiding nam Spanje deel aan het WK 1990 in Italië. In 1992 en 1995 was Suárez als interim-trainer werkzaam bij Internazionale. In 2001 werd Suárez technisch adviseur bij de Italiaanse topclub.
Suárez overleed op 9 juli 2023. Hij werd 88 jaar oud.

## Erelijst
Als speler
 FC Barcelona
- Primera División: 1958/59, 1959/60
- Copa del Rey: 1956/57, 1958/59
- Jaarbeursstedenbeker: 1955/58, 1958/60

 Internazionale
- Serie A: 1962/63, 1964/65, 1965/66
- Europacup I: 1963/64, 1964/65
- Wereldbeker voor clubteams: 1964, 1965

 Spanje
- Europees kampioenschap: 1964

Als trainer
 Spanje onder 21
- Europees kampioenschap onder 21: 1986

Individueel
- Ballon d'Or: 1960
- Zilveren Bal: 1961, 1964
- Bronzen Bal: 1965
- World Soccer: World XI: 1963, 1964, 1965
- Europees kampioenschap team van het toernooi: 1964
- Golden Foot: 2008, als voetballegende
- Marca Leyenda: 2016